# Кампу Парулуј (Олт)
Кампу Парулуј (рум. Câmpu Părului) насеље је у Румунији у округу Олт у општини Обаршија. Oпштина се налази на надморској висини од 102 m.

## Становништво
Према подацима из 2002. године у насељу је живело 468 становника, од којих су сви румунске националности.